# Vincent Young
Vincent Young (Filadelfia, 4 giugno 1965) è un attore statunitense, noto per il personaggio di Noah Hunter nella serie televisiva Beverly Hills 90210.

## Biografia
Dal 1997 al 2000 interpreta il personaggio di Noah Hunter nella serie televisiva Beverly Hills 90210, ruolo che lo rende celebre. Successivamente prende parte anche ad altre serie televisive, tra le quali JAG - Avvocati in divisa (2004), CSI: NY (2006) e NCIS - Unità anticrimine (2006), oltre che ad alcuni film cinematografici.

## Filmografia

### Cinema
- A Modern Affair, regia di Vern Oakley (1995)
- Knuckle Sandwich, regia di Ryan Miningham (2004)
- Adult Film: A Hollywood Tale, regia di Brent Florence (2009)
- Eagles in the Chicken Coop, regia di Brent Florence (2010)
- The Fifth Borough, regia di John Bianco - cortometraggio (2017)
- Escape Plan 2 - Ritorno all'inferno (Escape Plan 2: Hades), regia di Steven C. Miller (2018)
- What Death Leaves Behind, regia di Scott A. Hamilton (2018)
- 5th Borough, regia di Steve Stanulis (2020)
- For NYC, regia di Noel Ashman e Damon Dash - cortometraggio (2020)

### Televisione
- Pacific Blue - serie TV, episodio 2x13 (1996)
- Beverly Hills 90210 - serie TV, 84 episodi (1997-2000)
- JAG - Avvocati in divisa (JAG) - serie TV, episodio 10x08 (2004)
- CSI: NY - serie TV, episodio 2x17 (2006)
- NCIS - Unità anticrimine (NCIS) - serie TV, episodio 3x21 (2006)
- Chase Street - serie TV, episodio 1x01 (2017)

## Doppiatori italiani
Nelle versioni in italiano delle opere in cui ha recitato, Vincent Young è stato doppiato da:
- Fabio Boccanera in Beverly Hills, 90210
- Gianfranco Miranda in CSI: NY
- Stefano Crescentini in NCIS - Unità anticrimine